# كيفن أوسوليفان
كيفن أوسوليفان (بالإنجليزية: Kevin O'Sullivan)‏ هو لاعب كرة قاعدة أمريكي، ولد في 27 ديسمبر 1968 في غوشين في الولايات المتحدة.